# Aljaž Ivačič
Aljaž Ivačič (Lubiana, 29 dicembre 1993) è un calciatore sloveno, portiere dei N.E. Revolution.

## Carriera

### Club
Ha trascorso la maggior parte della sua carriera in patria giocando con l'Olimpia Lubiana o in prestito ad altre squadre del Paese, collezionando oltre 100 presenze fra prima e seconda divisione slovena e 7 presenze nelle qualificazioni alle coppe europee. Il 18 gennaio 2019 si è trasferito in MLS firmando con i Portland Timbers.

### Nazionale
Ha giocato nella nazionale slovena Under-20.

## Palmarès

### Club

#### Competizioni nazionali
- Campionato sloveno di seconda divisione: 1

Radomlje: 2015-2016
- Campionato sloveno: 1

Olimpia Lubiana: 2017-2018
- Coppa di Slovenia: 1

Olimpia Lubiana: 2017-2018